# Trocnov
Trocnov (dříve Záluží, německy Zalluschi) je vesnice, část města Borovany v okrese České Budějovice v Jihočeském kraji. Nachází se asi 3,5 kilometru západně od Borovan. Jádrem vesnice je malá náves s kapličkou a několika statky. Většina z nich je dnes přestavěna, nevyskytují se zde žádné zvláštní zdobné štíty. Prochází tudy železniční trať České Budějovice – Gmünd. Vesnicí prochází silnice II/155.

## Název
Název Trocnov se před rokem 1949 vztahoval pouze ke dvoru, který stával jihovýchodně od vesnice. Nejstarší známá varianta názvu Trucnov vznikla zkrácením významu Trucnův dvůr, ale původ základu slova je nejasný. V historických pramenech se název objevuje ve tvarech: Trucznow (1378), Trocznow (1378, 1384), v Trucnově (1441), z Trocnova (1484), Trocnov (1603) a Trocznow (1789). Samotná vesnice se však jmenovala Záluží a její jméno bylo odvozeno z polohy za luhem. V historických pramenech bylo uváděno ve tvarech: Zaluzie (1379), Zálužie (1409), Saloschy (1720), Zaluzy (1789) a Záluží (1848). Přejmenována byla v roce 1949.

## Historie
První písemná zmínka o vesnici pochází z roku 1378. Osada byla rozdělena na dvě části a v každé stával vladycký dvorec. Jeden patřil Janu Žižkovi, druhý strýci Mikešovi z Trocnova. Obě části se postupnými změnami majitelů staly v roce 1484 majetkem kláštera augustiniánů v Borovanech.
Od konce 14. století náležela Rožmberkům, což dokládá údaj v rožmberské popravčí knize z roku 1409. Z tohoto roku je možné nalézt zmínku o vraždě pasáčka Václava Pitrúcha, jehož vrah se navíc provinil i cizoložstvím s Pitrúchovou ženou. Později připadla osada k českokrumlovskému arciděkanství.
Za stavovského povstání 1618–1619 byla víska Trocnov vydrancována a vypálena. Po třicetileté válce doporučila majetková komise v roce 1654 borovanským augustiniánům zrušit trocnovské usedlosti a na pozemcích postavit nový panský dvůr. Ten byl postaven v roce 1679.Po zrušení kláštera odkoupil jeho majetek v roce 1787 Jan ze Schwarzenbergu.Majetek Schwarzenbergů zredukovala první pozemková reforma ve 20. století. Zabraný majetek v Trocnově převzal k 18. prosinci 1923 Státní pozemkový úřad v Praze. Postupný zánik středověké vesnice a její nahrazení panským dvorem je v Trocnově výjimečný díky pěstování úcty k Janu Žižkovi.
Rodiště Jana Žižky je vzdáleno necelé dva kilometry od současné vesnice. Husitský vojevůdce se podle pověsti narodil na dnešním místě Žižkova dubu u Žižkova dvorce, dnešního areálu Památníku Jana Žižky z Trocnova. Nemovitý majetek Žižka prodal v roce 1378 Rožmberkům.[zdroj⁠?!] Na konci 15. století se dvorec stal majetkem augustiniánů z Borovan, kteří zde v 17. století postavili klášterní dvůr. V padesátých letech 20. století byl objekt upraven na muzeum. Muzeum a budovaný skanzen je v majetku Jihočeského muzea v Českých Budějovicích.

## Obyvatelstvo
| Rok            | 1869 | 1880 | 1890 | 1900 | 1910 | 1921 | 1930 | 1950 | 1961 | 1970 | 1980 | 1991 | 2001 | 2011 | 2021 |
| -------------- | ---- | ---- | ---- | ---- | ---- | ---- | ---- | ---- | ---- | ---- | ---- | ---- | ---- | ---- | ---- |
| Počet obyvatel | 128  | 136  | 146  | 128  | 126  | 182  | 161  | 150  | 148  | 149  | 132  | 107  | 102  | 112  | 94   |
| Počet domů     | 22   | 24   | 26   | 26   | 26   | 28   | 32   | 42   | 112  | 42   | 43   | 44   | 51   | 53   | 54   |

## Obecní správa
Při sčítání lidu v letech 1850–1922 Trocnov byl osadou obce Radostice v okrese České Budějovice (v letech 1850–1910 Budějovice). V letech 1923–1943 byl samostatnou obcí v okrese České Budějovice (v letech 1850–1910 Budějovice). Od 1. dubna 1943 do 31. července 1945 byla znovu osadou obce Radostice, ale od 1. srpna 1945 do 30. června 1975 byl uváděn znovu jako obec, se kterým patřil nejprve do okresu České Budějovice, ale v roce 1950 v okrese Trhové Sviny a od roku 1960 opět v okrese České Budějovice. Od 1. července 1975 je částí města Borovany v okrese České Budějovice. V letech 1960–1975 k obci patřily Radostice.

## Doprava

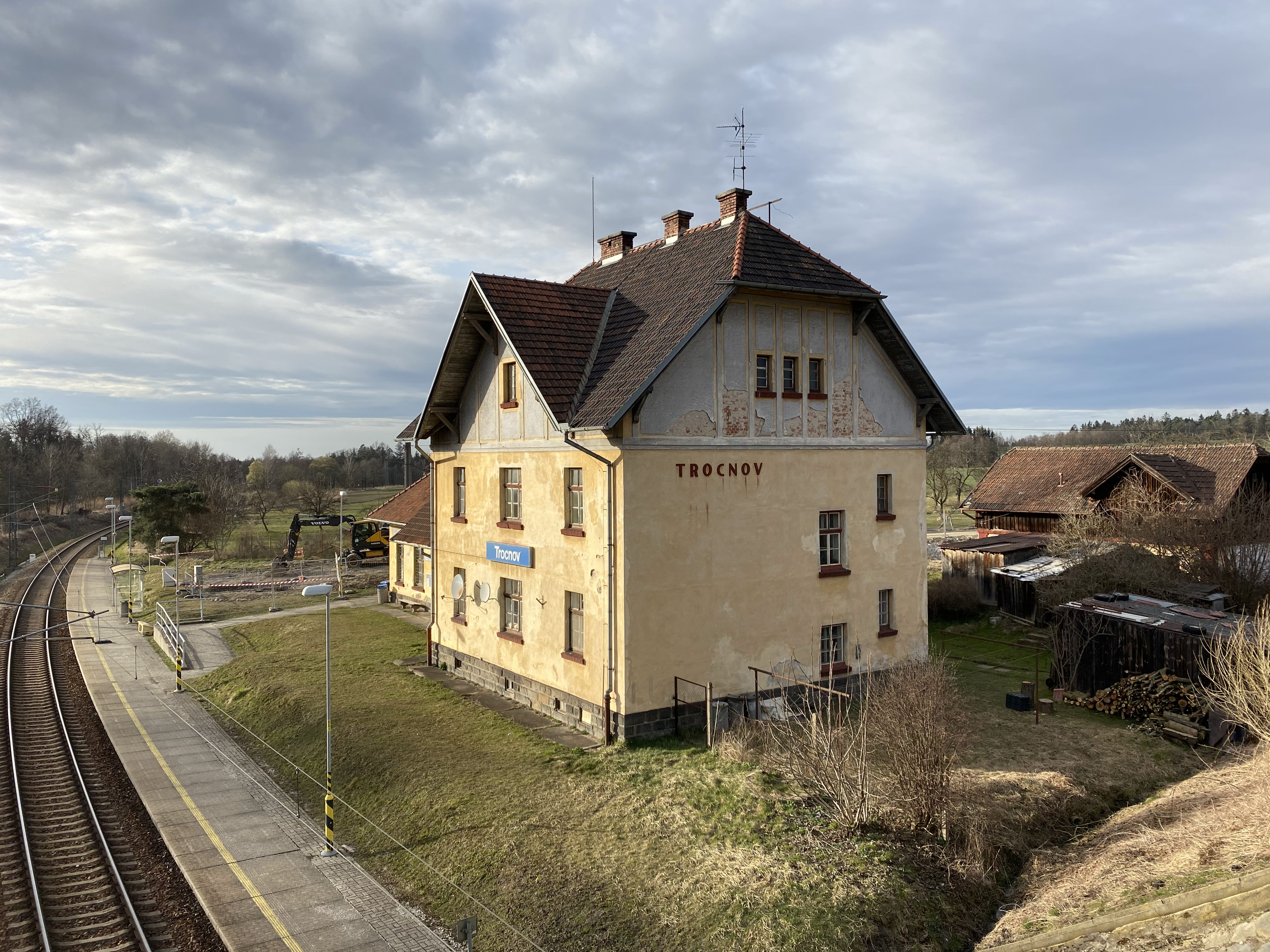
Železniční stanice Trocnov

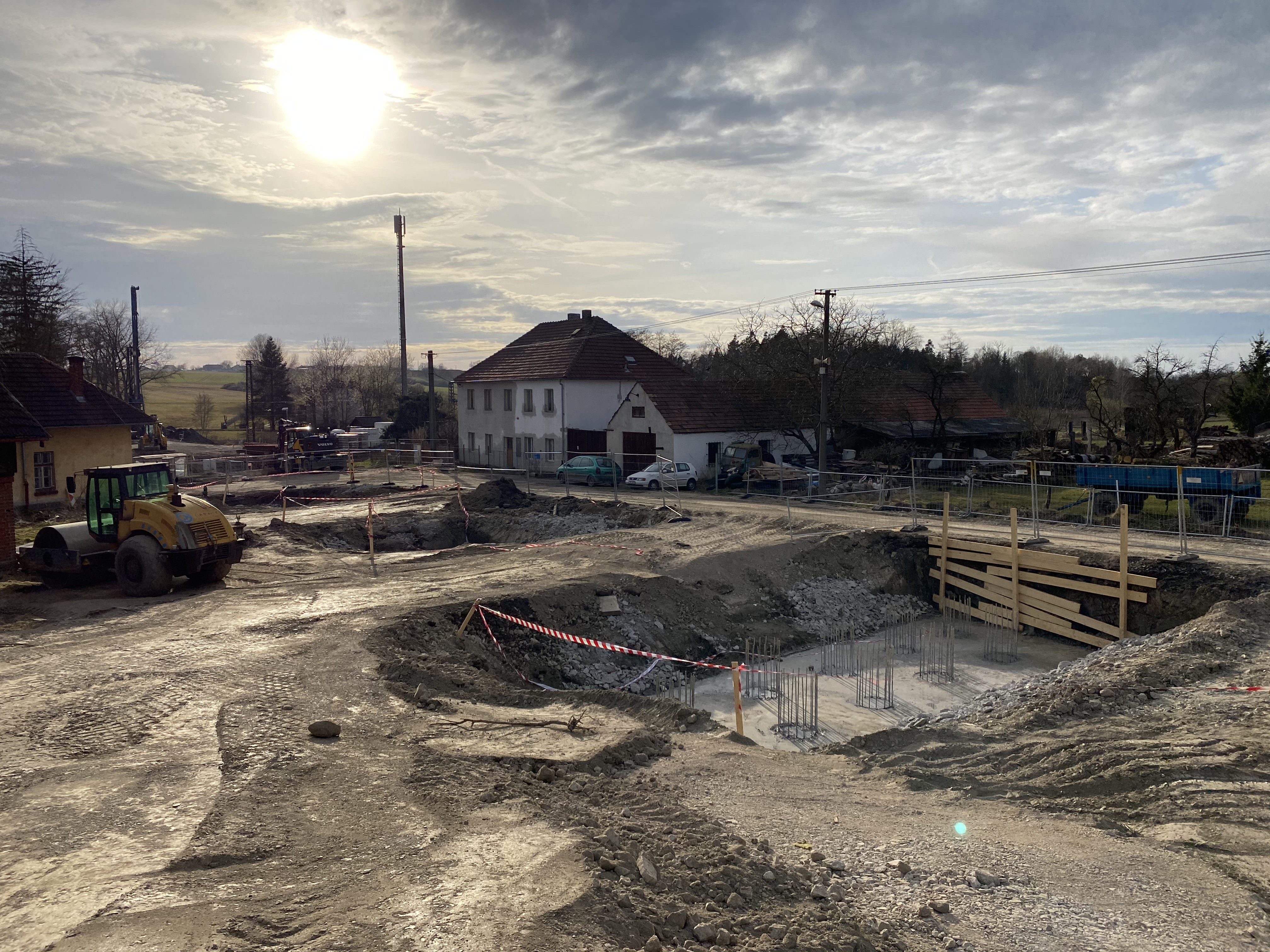
Stavba mostu v Trocnově

### Železniční doprava
Osobní zastávka na železniční trati mezi Českými Budějovicemi a Gmündem zde byla otevřena v červenci 1898 pod názvem Záluží–Ledenice. 

### Silniční doprava
Dne 31. března 2021 započala stavba nového mostu v délce 162,5 metrů s nosností 14 tun přes železniční trať. Investorem je Správa a údržba silnic Jihočeského kraje, zakázka byla vysoutěžena za 85 miliónů korun.

## Pamětihodnosti
- Památník Jana Žižky z Trocnova
- Boží muka
- Kaple Panny Marie a svatého Jana Nepomuckého vystavěna obyvateli v roce 1909